# カタリナ・アルトハウス
カタリナ・アルトハウス (Katharina Althaus、1996年5月23日 - ) は、ドイツバイエルン州オーベルストドルフ出身のスキージャンプ選手である。2018年平昌オリンピック個人銀メダリスト、ノルディックスキー世界選手権メダリスト。

## 経歴
コンチネンタルカップのデビューは2008/09シーズンで、夏の大会は2本目に進めなかったが、冬のドッピアーゴ大会で12位に入りポイントを獲得した。2011/12シーズンより始まった女子ワールドカップの初戦・リレハンメル大会は33位であったが、第2戦・ヒンターツァルテン大会は24位でポイントを獲得した。この年のジュニア世界選手権エルズルム大会は、団体銀メダルのメンバーとなった。
2012/13シーズンはワールドカップ総合22位であった。世界選手権ヴァル・ディ・フィエンメ大会に初出場し、個人32位であった。ジュニア世界選手権リベレツ大会は団体銅メダルのメンバーとなった。
2013/14シーズンはワールドカップで最高4位、総合13位であった。2014年ソチオリンピックでは個人23位であった。ジュニア世界選手権ヴァル・ディ・フィエンメ大会は個人5位、団体4位であった。
2014/15シーズンは前年と同じくワールドカップで最高4位、総合13位であった。世界選手権ファールン大会は個人17位、混合団体金メダルのメンバーとなった。
2015/16シーズンはワールドカップで最高6位が3回、総合12位であった。ジュニア世界選手権ルシュノヴ大会では個人銀メダル、混合団体銅メダルのメンバーとなった。
2016/17シーズンはワールドカップ札幌大会で初の表彰台となる3位となり、リュブノ大会では初優勝など、4度の表彰台を獲得し、総合4位に躍進した。世界選手権ラハティ大会は個人8位であった。
2017/18シーズンは、ワールドカップ優勝3回、2位4回、3位2回で、総合2位となった。平昌オリンピックでは個人ノーマルヒルで銀メダルを獲得した。
2018/19シーズンはワールドカップでリレハンメル大会からプレマノン2戦まで3連勝する他、2位5回、3位5回で総合2位であった。世界選手権ゼーフェルト大会では個人銀メダル、女子団体および混合団体ではそれぞれ金メダルのメンバーとなった。
2019/20シーズンはワールドカップ2位1回、3位1回で、総合5位で終えた。
2020/21シーズンは、ワールドカップの表彰台はなく、最高6位、総合9位であった。地元開催の世界選手権オーベルストドルフ大会では混合団体で金メダルのメンバーとなった。

## 主な競技成績

### 冬季オリンピック
- 2014年ソチオリンピック ( ロシア)
  - 個人ノーマルヒル 23位
- 2018年平昌オリンピック ( 韓国)
  - 個人ノーマルヒル 2位
- 2022年北京オリンピック ( 中国)
  - 個人ノーマルヒル 2位

### 世界選手権
- 2013年ヴァル・ディ・フィエンメ大会 ( イタリア)
  - 個人ノーマルヒル 32位
- 2015年ファールン大会 ( スウェーデン)
  - 個人ノーマルヒル 17位
  - 混合団体ノーマルヒル  1位
- 2017年ラハティ ( フィンランド)
  - 個人ノーマルヒル 8位
- 2019年ゼーフェルト大会 ( オーストリア)
  - 個人ノーマルヒル 2位
  - 女子団体ノーマルヒル 1位
  - 混合団体ノーマルヒル  1位
- 2021年オーベルストドルフ大会 ( ドイツ)
  - 個人ノーマルヒル 10位
  - 女子団体ノーマルヒル 5位
  - 混合団体ノーマルヒル  1位

### ジュニア世界選手権
- 2012年エルズルム大会 ( トルコ)
  - 女子個人 16位
  - 女子団体 2位
- 2013年リベレツ大会 ( チェコ)
  - 女子個人 11位
  - 女子団体 3位
- 2014年ヴァル・ディ・フィエンメ大会 ( イタリア)
  - 女子個人 5位
  - 女子団体 4位
- 2016年ルシュノヴ大会 ( ルーマニア)
  - 女子個人 2位
  - 女子団体 3位

### ワールドカップ
- 通算 優勝7回、2位12回、3位10回 (2020/21シーズンまで)

| シーズン | 順位 | ポイント |
| -------- | ---- | -------- |
| 2011/12  | 28.  | 95       |
| 2012/13  | 22.  | 141      |
| 2013/14  | 13.  | 345      |
| 2014/15  | 13.  | 299      |
| 2015/16  | 12.  | 341      |
| 2016/17  | 4.   | 776      |
| 2017/18  | 2.   | 928      |
| 2018/19  | 2.   | 1493     |
| 2019/20  | 5.   | 617      |
| 2020/21  | 9.   | 316      |

### サマーグランプリ
- 通算 優勝1回、2位1回、3位2回 (2019シーズンまで)

| シーズン | 順位 | ポイント |
| -------- | ---- | -------- |
| 2012     | 27.  | 25       |
| 2013     | 7.   | 156      |
| 2014     | 2.   | 125      |
| 2015     | 14.  | 94       |
| 2016     | 8.   | 88       |
| 2017     | 13.  | 100      |
| 2018     | 6.   | 200      |
| 2019     | 17.  | 48       |